# Mellinger Artúr
Mellinger Artúr (Budapest, 1875. június 7. – Budapest, 1960. január 25.) magyar építész.

## Élete
Életéről kevés adat ismert. Mellinger Jakab és Lőwy Janka fiaként született. 1906-ban szerzett építőmesteri oklevelet Budapesten. 1910 körül rövid ideg Dénes Dezsővel közösen dolgozott. 1905. október 21-én Budapesten feleségül vette Dokoupil Emíliát. 1939-ben áttért a katolikus vallásra.
Számos bérházat tervezett Budapesten a 20. század elején, főként szecessziós stílusban.

## Ismert épületei
- 1902: Lung-ház, Budapest, Wesselényi u. 40.[3][6]
- 1905: lakóház, Budapest, István út 11.[7]
- 1905–1906: lakóház, Budapest, Peterdy u. 4.[8]
- 1906: lakóház, Budapest, Lágymányosi u. 7.[9]
- 1907: lakóház, Budapest, Dohány u. 59.[10]
- 1907: lakóház, Budapest, Dohány u. 63/b.
- 1911: Mellinger-ház, Budapest, Ráday utca 14.[3]
- 1911: lakóház, Budapest, Hegedűs Gyula u. 63. / Ipoly u. 13. (Dénes Dezsővel közös munka)[11]
- 1920-as évek: Keitner Hermina-szálló, Budapest, Zichy Jenő u. 13.[3]
- 1937–1938: Terézvárosi Házépítő és Házkezelő Rt. bérháza / Európa-szálló, Budapest, Nagymező u. 11.[3][12] (az épületben működik a Radnóti Miklós Színház)
- ?: Spitz János bérháza, Budapest, István utca 11.[13]
- ?: lakóház, Budapest, Bartók Béla út 6.[14]

## Képtár

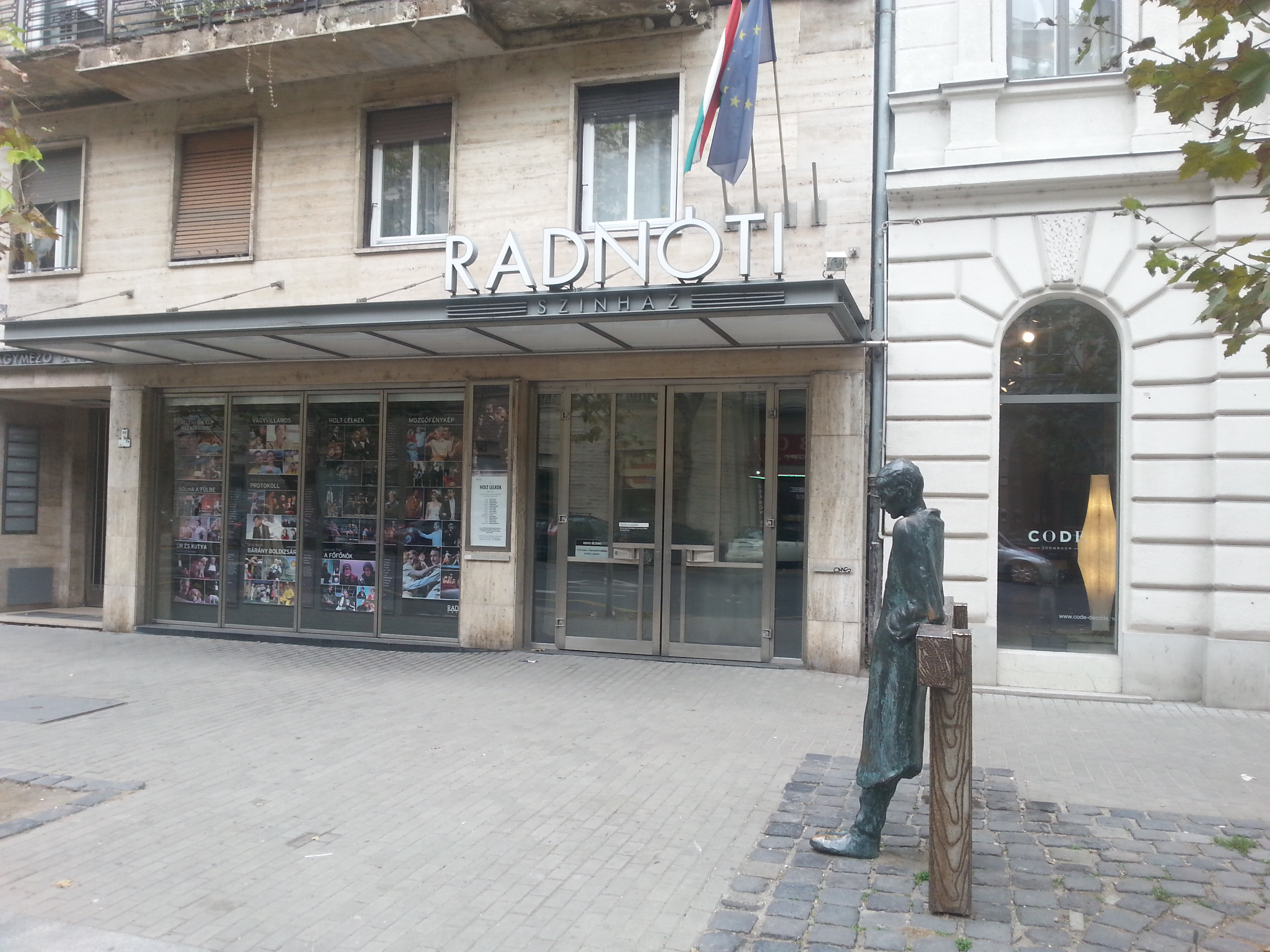
Európa-szálló, Budapest, Nagymező u. 11.
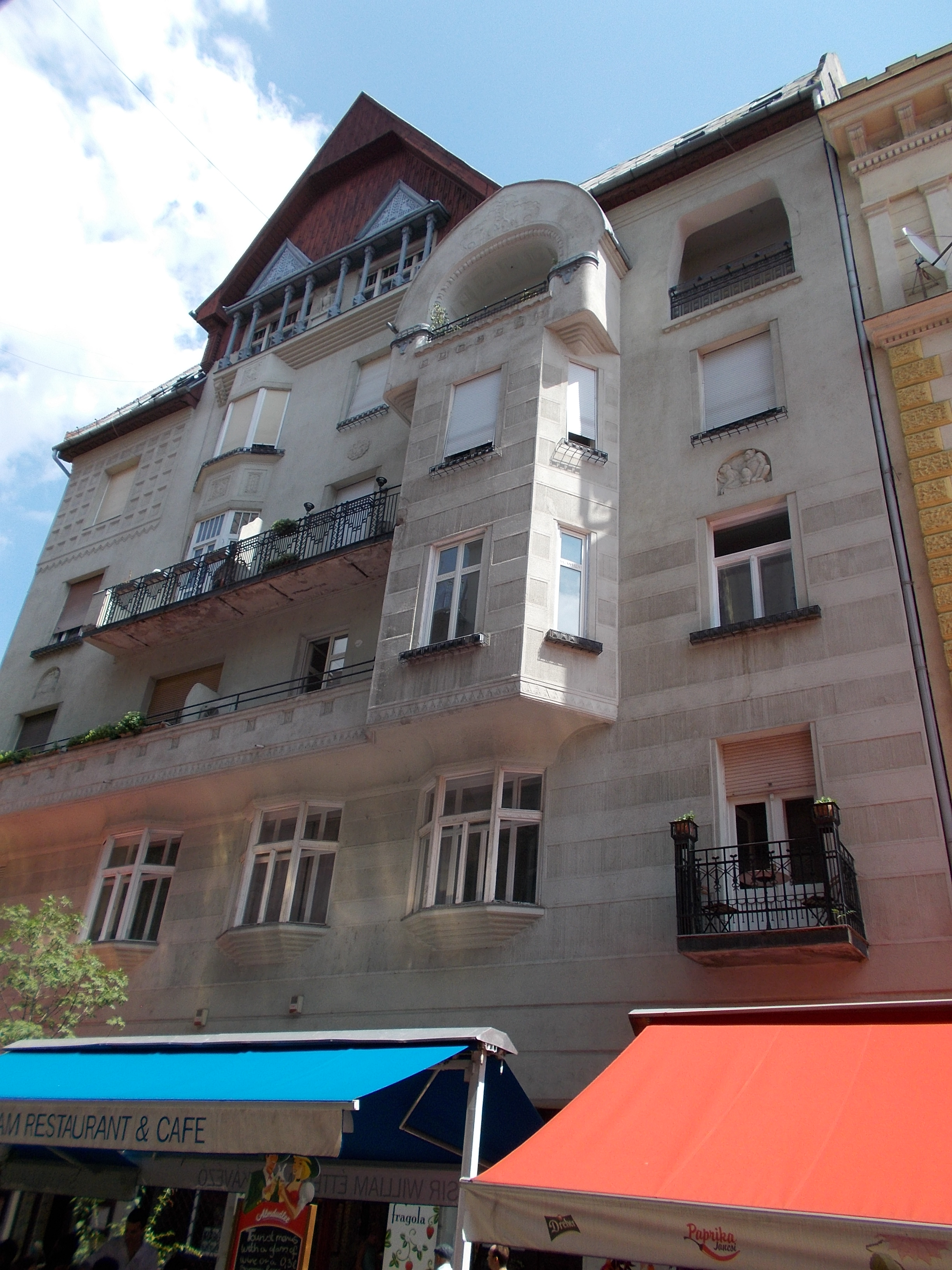
Mellinger-ház, Budapest, Ráday utca 14.
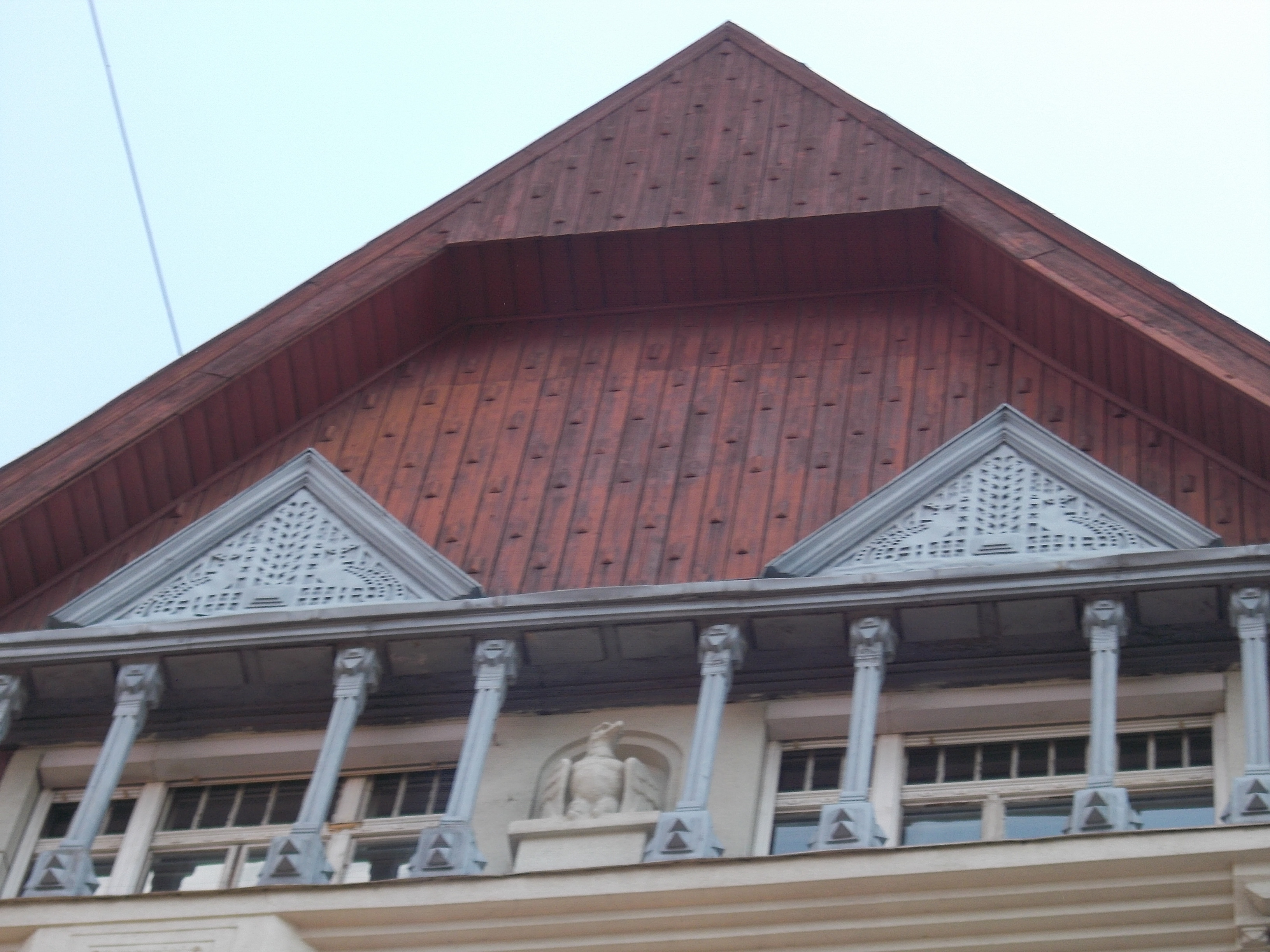
Mellinger-ház, Budapest, Ráday utca 14. (részlet)
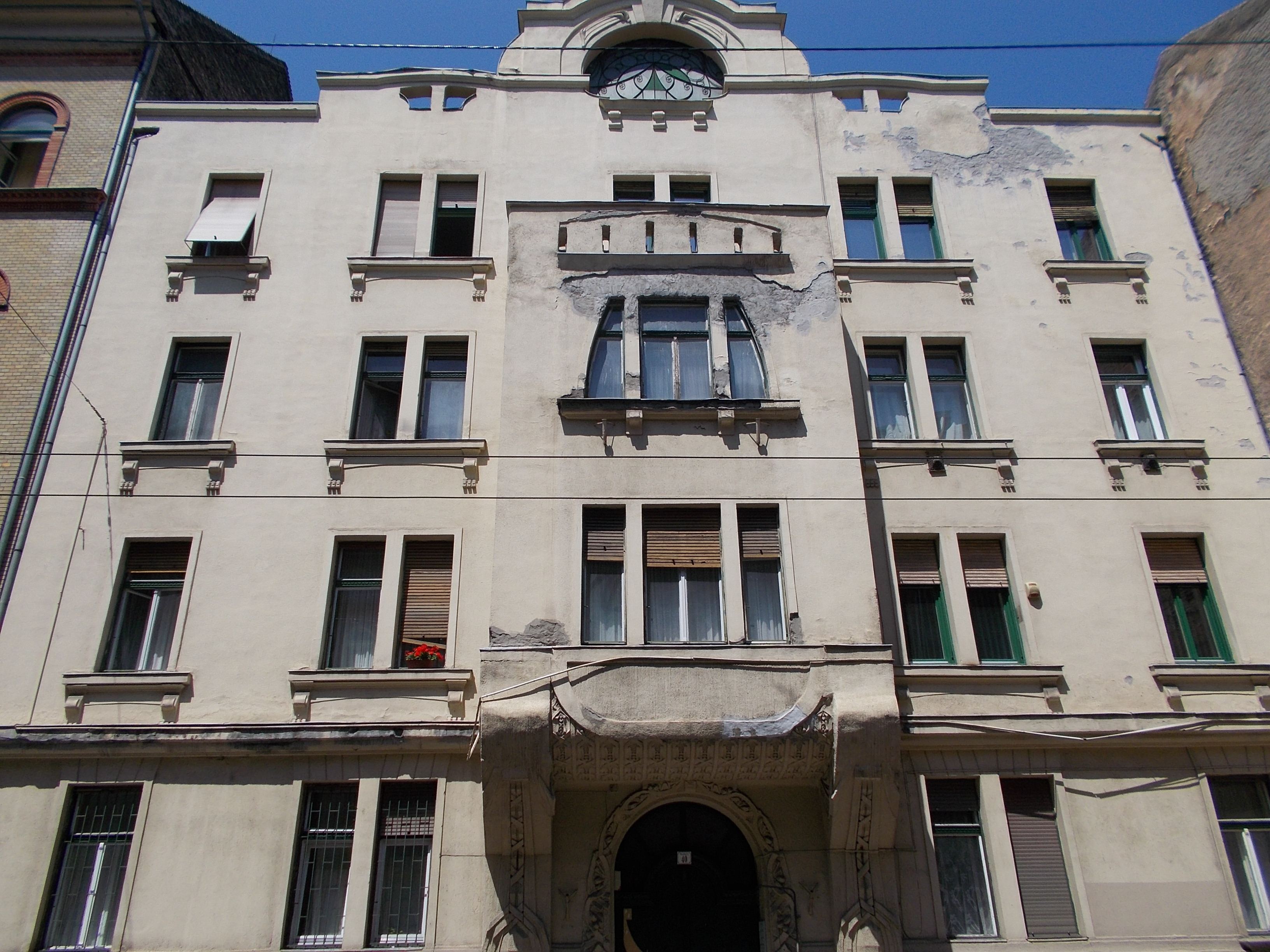
Lung-ház, Budapest, Wesselényi u. 40.
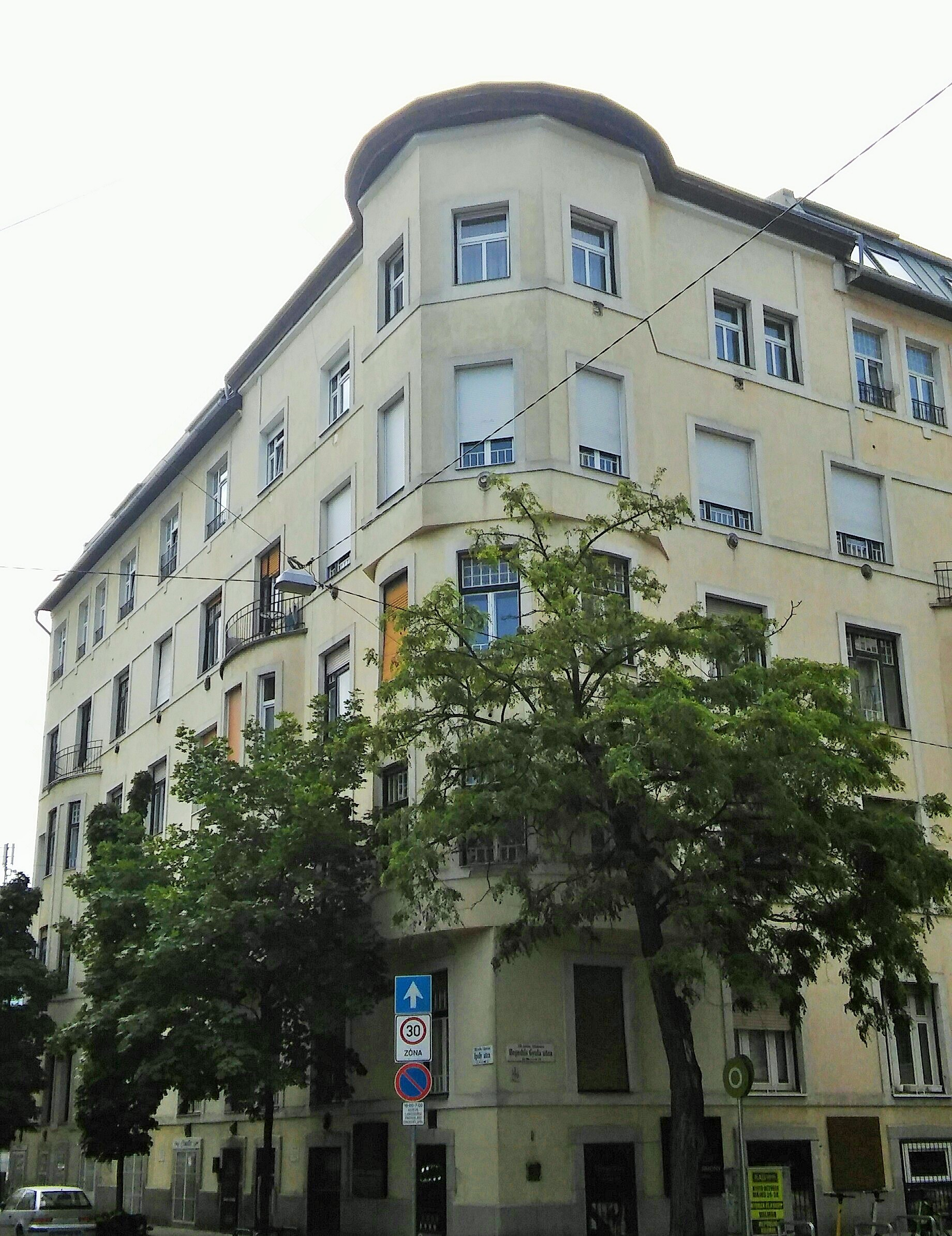
Lakóház, Budapest, Hegedűs Gyula u. 63.
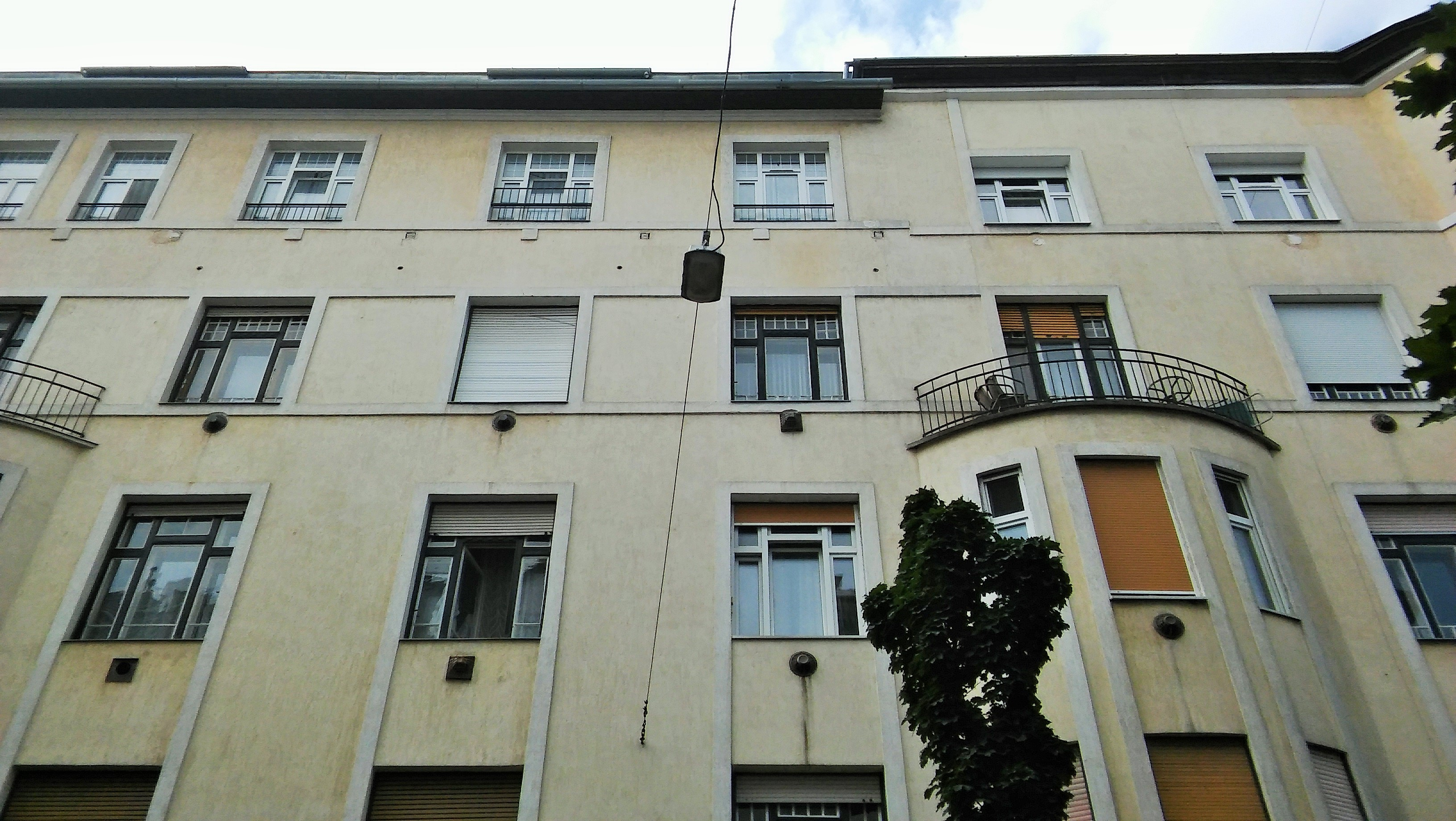
Lakóház, Budapest, Hegedűs Gyula u. 63. (részlet)